# Luomanen
Luomanen eller Luomajärvi är en sjö i Finland. Den ligger i kommunen Sonkajärvi i landskapet Norra Savolax, i den centrala delen av landet, 400 km norr om huvudstaden Helsingfors. Luomanen ligger 120,3 meter över havet. Den är 13,84 meter djup. Arean är 7,35 kvadratkilometer och strandlinjen är 41,7 kilometer lång. Sjön  ingår i Vuoksens huvudavrinningsområde.   I omgivningarna runt Luomanen växer i huvudsak barrskog. Den sträcker sig 8,7 kilometer i nord-sydlig riktning, och 5,6 kilometer i öst-västlig riktning.
I övrigt finns följande i Luomanen:
- Ruotinsaari (en ö)
- Kurosensaari (en ö)
- Parangainen (en ö)
- Honkasaaret (en ö)
- Hoikkasaari (en ö)
- Jatanen (en ö)
- Kaijansaari (en ö)
- Pieni Murtosaari (en ö)
- Vahtisaari (en ö)
- Sikosaari (en ö)
- Saunasaari (en ö)
- Iso Murtosaari (en ö)
- Kalliosaari (en ö)
- Risuluoto (en ö)
- Honkasaari (en ö)

I övrigt finns följande vid Luomanen:
- Kuosmanlampi (en sjö)